# Regeringen Kristersson

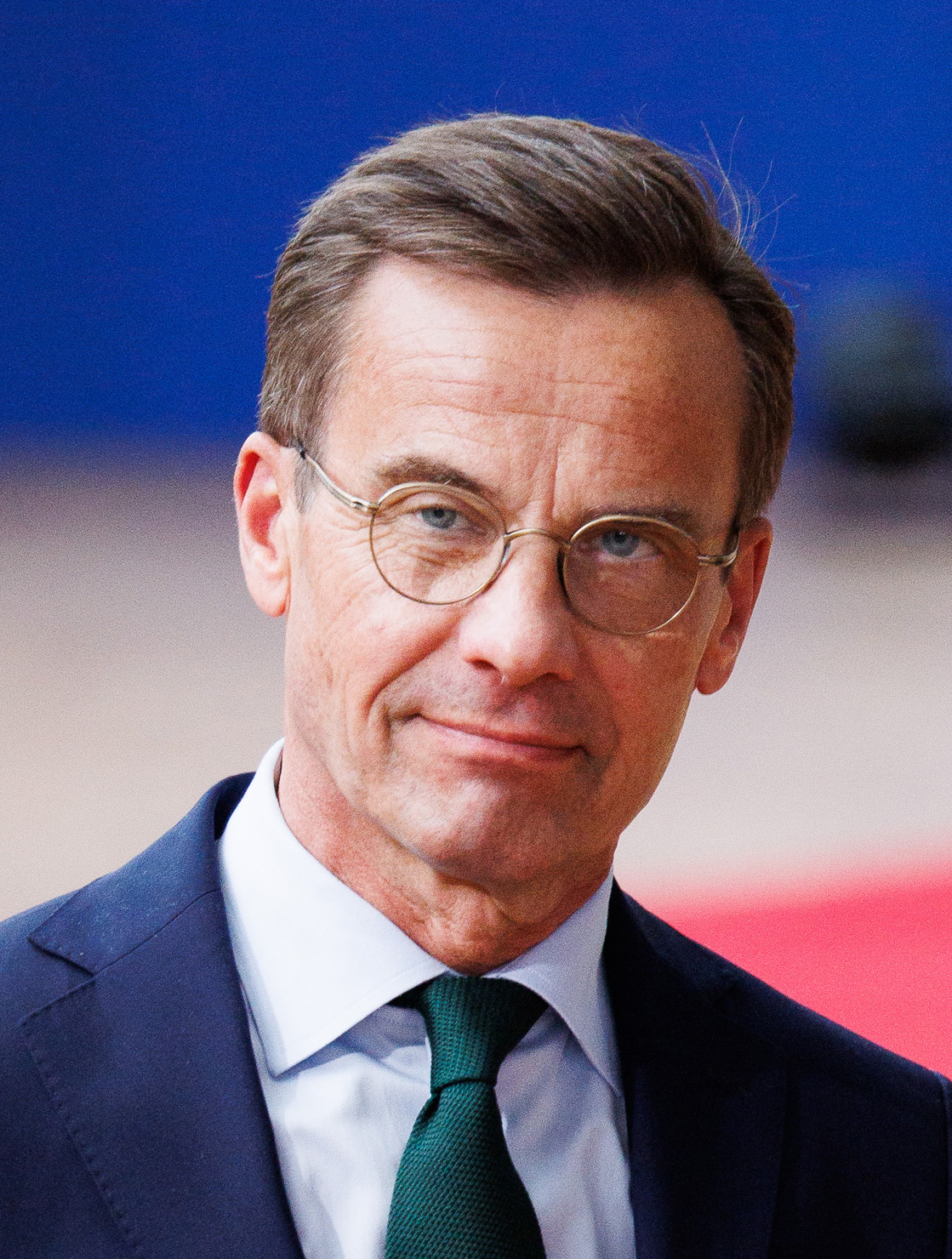
Statsminister Ulf Kristersson.

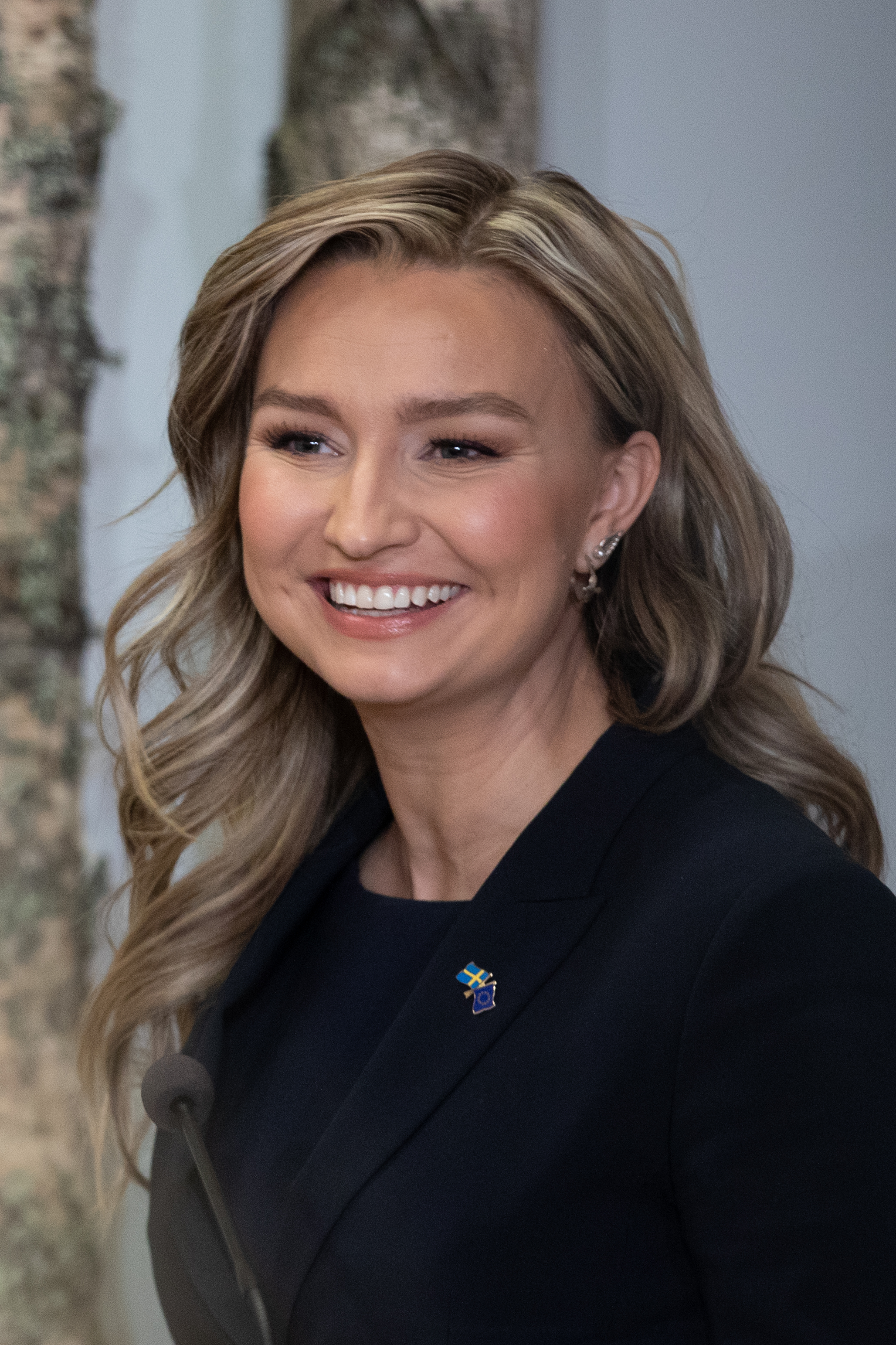
Energi- och näringsminister samt vice statsminister Ebba Busch.

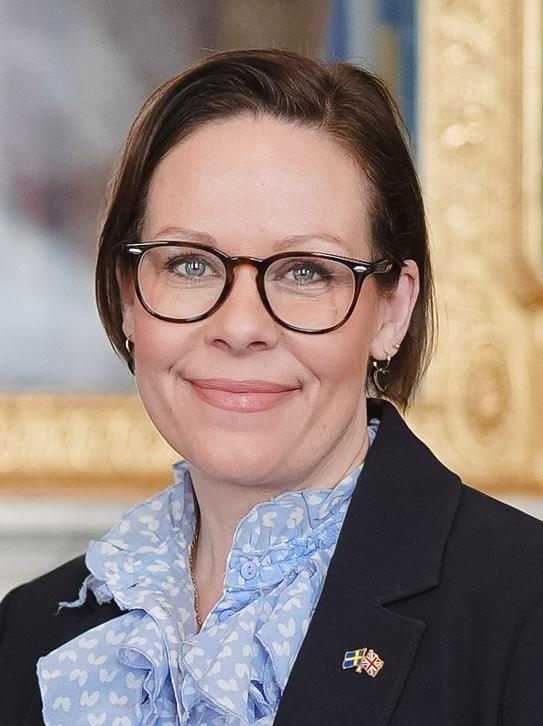
Utrikesminister Maria Malmer Stenergard.

Regeringen Kristersson är Sveriges regering sedan den 18 oktober 2022, bildad av statsminister Ulf Kristersson (M). Regeringen är en minoritetsregering bestående av Moderata samlingspartiet, Kristdemokraterna och Liberalerna, med parlamentariskt stöd av Sverigedemokraterna. Ulf Kristersson valdes till Sveriges statsminister av en majoritet av riksdagens ledamöter efter att de fyra partierna hade enats om politiska överenskommelser, vilka fastslogs i Tidöavtalet. Regeringen efterträdde den socialdemokratiska regeringen Andersson, ledd av Magdalena Andersson.

## Bakgrund
Den 14 september 2022 hade alla röster i riksdagsvalet räknats och resultatet ledde till att statsminister Magdalena Andersson formellt begärde sitt entledigande som statsminister dagen efter.
Regeringsunderlaget består av Moderaterna (med 68 mandat), Kristdemokraterna (19 mandat) och Liberalerna (16 mandat) i regeringsställning med stöd av Sverigedemokraterna (73 mandat) utanför regeringen. Det har sin grund i Tidöavtalet, ett fyrpartiavtal med politiska överenskommelser som offentliggjordes den 14 oktober 2022.
Trots att Sverigedemokraterna var största partiet i överenskommelsen ingick de inte i regeringen. Bakgrunden var att regeringspartierna hade lovat sina väljare att inte låta Sverigedemokraterna få plats i regeringen, men att ändå förhandla med dem. Överenskommelsen innebär att Sverigedemokraterna istället fick med många av sina vallöften och sakfrågor i Tidöavtalet, och att Sverigedemokraterna får nio tjänstemän i regeringens samordningskansli, i debatten beskrivna som Sverigedemokraternas förhandlingsstyrka, kontrollfunktion eller beredningskansli. Chef för SD-tjänstemännen är Gustav Gellerbrant.
De tre regeringspartierna har 103 mandat och är således en minoritetsregering. Tillsammans med stödpartiet hade regeringsunderlaget dock en riksdagsmajoritet om 176 mandat vid mandatperiodens inledning, det vill säga tre mandats övervikt mot den samlade oppositionen. För prövning av förslag till statsminister gäller negativ parlamentarism, vilket innebär att ett förslag godkänns om inte mer än hälften av riksdagens ledamöter (minst 175 eftersom riksdagen har 349 ledamöter) röstar emot förslaget (inte röstar emot med absolut majoritet).
I maj 2023 lämnade Sverigedemokraten Elsa Widding sitt parti, men stannade i riksdagen som politisk vilde. Det innebar att regeringens och stödpartiets majoritet i kammaren minskade med 1 mandat. Sverigedemokraternas gruppledare Linda Lindberg uppgav dock att Widding "avser rösta i linje med partiet i kommande viktiga voteringar".

## Tillträde
Statsministeromröstningen genomfördes måndagen den 17 oktober 2022 med röstsiffrorna 176 för och 173 mot. Ulf Kristersson läste upp sin regeringsförklaring i riksdagen den 18 oktober 2022 och samma dag hölls skifteskonselj som leddes av kung Carl XVI Gustaf och där statsministern, de övriga statsråden, kronprinsessan Victoria och riksdagens talman Andreas Norlén deltog. Det skedde i konseljsalen på Kungliga slottet.

## Statsråd
Statsministern presenterade statsråden från riksdagens talarstol den 18 oktober 2022 under regeringsförklaringen.
* Statsminister eller departementschef
| Titel                                                                                   | Namn                 | Namn                        | Tillträdde           | Avgick                      | Parti                | Ref                  |                      |                      |                      |
| Statsrådsberedningen                                                                    | Statsrådsberedningen | Statsrådsberedningen        | Statsrådsberedningen | Statsrådsberedningen        | Statsrådsberedningen | Statsrådsberedningen | Statsrådsberedningen | Statsrådsberedningen | Statsrådsberedningen |
| --------------------------------------------------------------------------------------- | -------------------- | --------------------------- | -------------------- | --------------------------- | -------------------- | -------------------- | -------------------- | -------------------- | -------------------- |
| Statsminister                                                                           |                      | Ulf Kristersson*            | 18 oktober 2022      | innehar fortfarande ämbetet | Moderaterna          | [ 12 ]               |                      |                      |                      |
| EU-minister                                                                             |                      | Jessika Roswall             | 18 oktober 2022      | 10 september 2024           | Moderaterna          | [ 12 ] [ 13 ]        |                      |                      |                      |
| EU-minister                                                                             |                      | Jessica Rosencrantz         | 10 september 2024    | innehar fortfarande ämbetet | Moderaterna          | [ 13 ]               |                      |                      |                      |
| Justitiedepartementet                                                                   |                      |                             |                      |                             |                      |                      |                      |                      |                      |
| Justitieminister                                                                        |                      | Gunnar Strömmer*            | 18 oktober 2022      | innehar fortfarande ämbetet | Moderaterna          | [ 12 ]               |                      |                      |                      |
| Migrationsminister                                                                      |                      | Maria Malmer Stenergard     | 18 oktober 2022      | 10 september 2024           | Moderaterna          | [ 12 ] [ 13 ]        |                      |                      |                      |
| Migrationsminister                                                                      |                      | Johan Forssell              | 10 september 2024    | innehar fortfarande ämbetet | Moderaterna          | [ 13 ]               |                      |                      |                      |
| Utrikesdepartementet                                                                    |                      |                             |                      |                             |                      |                      |                      |                      |                      |
| Utrikesminister                                                                         |                      | Tobias Billström*           | 18 oktober 2022      | 10 september 2024           | Moderaterna          | [ 12 ] [ 13 ]        |                      |                      |                      |
| Utrikesminister                                                                         |                      | Maria Malmer Stenergard*    | 10 september 2024    | innehar fortfarande ämbetet | Moderaterna          | [ 13 ]               |                      |                      |                      |
| Bistånds- och utrikeshandelsminister                                                    |                      | Johan Forssell              | 18 oktober 2022      | 10 september 2024           | Moderaterna          | [ 12 ] [ 13 ]        |                      |                      |                      |
| Bistånds- och utrikeshandelsminister                                                    |                      | Benjamin Dousa              | 10 september 2024    | innehar fortfarande ämbetet | Moderaterna          | [ 13 ]               |                      |                      |                      |
| Försvarsdepartementet                                                                   |                      |                             |                      |                             |                      |                      |                      |                      |                      |
| Försvarsminister                                                                        |                      | Pål Jonson*                 | 18 oktober 2022      | innehar fortfarande ämbetet | Moderaterna          | [ 12 ]               |                      |                      |                      |
| Minister för civilt försvar                                                             |                      | Carl-Oskar Bohlin           | 18 oktober 2022      | innehar fortfarande ämbetet | Moderaterna          | [ 12 ]               |                      |                      |                      |
| Socialdepartementet                                                                     |                      |                             |                      |                             |                      |                      |                      |                      |                      |
| Socialminister                                                                          |                      | Jakob Forssmed*             | 18 oktober 2022      | innehar fortfarande ämbetet | Kristdemokraterna    | [ 12 ]               |                      |                      |                      |
| Sjukvårdsminister                                                                       |                      | Acko Ankarberg Johansson    | 18 oktober 2022      | innehar fortfarande ämbetet | Kristdemokraterna    | [ 12 ]               |                      |                      |                      |
| Äldre- och socialförsäkringsminister                                                    |                      | Anna Tenje                  | 18 oktober 2022      | innehar fortfarande ämbetet | Moderaterna          | [ 12 ]               |                      |                      |                      |
| Socialtjänstminister                                                                    |                      | Camilla Waltersson Grönvall | 18 oktober 2022      | innehar fortfarande ämbetet | Moderaterna          | [ 12 ]               |                      |                      |                      |
| Finansdepartementet                                                                     |                      |                             |                      |                             |                      |                      |                      |                      |                      |
| Finansminister                                                                          |                      | Elisabeth Svantesson*       | 18 oktober 2022      | innehar fortfarande ämbetet | Moderaterna          | [ 12 ]               |                      |                      |                      |
| Finansmarknadsminister                                                                  |                      | Niklas Wykman               | 18 oktober 2022      | innehar fortfarande ämbetet | Moderaterna          | [ 12 ]               |                      |                      |                      |
| Civilminister                                                                           |                      | Erik Slottner               | 18 oktober 2022      | innehar fortfarande ämbetet | Kristdemokraterna    | [ 12 ]               |                      |                      |                      |
| Utbildningsdepartementet                                                                |                      |                             |                      |                             |                      |                      |                      |                      |                      |
| Utbildningsminister                                                                     |                      | Mats Persson*               | 18 oktober 2022      | 10 september 2024           | Liberalerna          | [ 12 ] [ 13 ]        |                      |                      |                      |
| Utbildningsminister                                                                     |                      | Johan Pehrson*              | 10 september 2024    | 28 juni 2025                | Liberalerna          | [ 13 ]               |                      |                      |                      |
| Utbildnings- och integrationsminister                                                   |                      | Simona Mohamsson*           | 28 juni 2025         | innehar fortfarande ämbetet | Liberalerna          | [ 12 ] [ 13 ]        |                      |                      |                      |
| Skolminister                                                                            |                      | Lotta Edholm                | 18 oktober 2022      | 28 juni 2025                | Liberalerna          | [ 12 ]               |                      |                      |                      |
| Gymnasie-, högskole- och forskningsminister                                             |                      | Lotta Edholm                | 28 juni 2025         | innehar fortfarande ämbetet | Liberalerna          | [ 12 ]               |                      |                      |                      |
| Klimat- och näringslivsdepartementet                                                    |                      |                             |                      |                             |                      |                      |                      |                      |                      |
| Energi- och näringsminister samt statsministerns ställföreträdare (vice statsminister). |                      | Ebba Busch*                 | 18 oktober 2022      | innehar fortfarande ämbetet | Kristdemokraterna    | [ 12 ] [ 14 ]        |                      |                      |                      |
| Miljö- och klimatminister                                                               |                      | Romina Pourmokhtari         | 18 oktober 2022      | innehar fortfarande ämbetet | Liberalerna          | [ 12 ]               |                      |                      |                      |
| Landsbygds- och infrastrukturdepartementet                                              |                      |                             |                      |                             |                      |                      |                      |                      |                      |
| Landsbygdsminister                                                                      |                      | Peter Kullgren*             | 18 oktober 2022      | innehar fortfarande ämbetet | Kristdemokraterna    | [ 12 ]               |                      |                      |                      |
| Infrastruktur- och bostadsminister                                                      |                      | Andreas Carlson             | 18 oktober 2022      | innehar fortfarande ämbetet | Kristdemokraterna    | [ 12 ]               |                      |                      |                      |
| Kulturdepartementet                                                                     |                      |                             |                      |                             |                      |                      |                      |                      |                      |
| Kulturminister                                                                          |                      | Parisa Liljestrand*         | 18 oktober 2022      | innehar fortfarande ämbetet | Moderaterna          | [ 12 ]               |                      |                      |                      |
| Arbetsmarknadsdepartementet                                                             |                      |                             |                      |                             |                      |                      |                      |                      |                      |
| Arbetsmarknads- och integrationsminister                                                |                      | Johan Pehrson*              | 18 oktober 2022      | 10 september 2024           | Liberalerna          | [ 12 ] [ 13 ]        |                      |                      |                      |
| Arbetsmarknads- och integrationsminister                                                |                      | Mats Persson*               | 10 september 2024    | 28 juni 2025                | Liberalerna          | [ 13 ]               |                      |                      |                      |
| Arbetsmarknadsminister                                                                  |                      | Johan Britz*                | 28 juni 2025         | innehar fortfarande ämbetet | Liberalerna          | [ 12 ] [ 13 ]        |                      |                      |                      |
| Jämställdhetsminister och biträdande arbetsmarknadsminister                             |                      | Paulina Brandberg           | 18 oktober 2022      | 10 september 2024           | Liberalerna          | [ 12 ]               |                      |                      |                      |
| Jämställdhets- och arbetslivsminister                                                   |                      | Paulina Brandberg           | 10 september 2024    | 31 mars 2025                | Liberalerna          | [ 16 ]               |                      |                      |                      |
| Jämställdhets- och arbetslivsminister                                                   |                      | Nina Larsson                | 1 april 2025         | 28 juni 2025                | Liberalerna          | [ 17 ]               |                      |                      |                      |
| Jämställdhetsminister                                                                   |                      | Nina Larsson                | 28 juni 2025         | innehar fortfarande ämbetet | Liberalerna          | [ 12 ]               |                      |                      |                      |

### Förändringar i departementsindelningen
I statsministerns anmälan av statsråd framkom flera förändringar av departementsindelningen:
- Miljödepartementet upphör. Frågorna övergår till det ombildade Klimat- och näringslivsdepartementet.
- Näringsdepartementet ombildas till Klimat- och näringslivsdepartementet.
- Infrastrukturdepartementet upphör. Infrastrukturfrågorna överförs till det nya Landsbygds- och infrastrukturdepartementet. Energifrågorna övergår till det ombildade Klimat- och näringslivsdepartementet.
- Landsbygdsfrågorna flyttas från Näringsdepartementet till det nya Landsbygds- och infrastrukturdepartementet.
- Bostadsfrågorna flyttas från Finansdepartementet till det nya Landsbygds- och infrastrukturdepartementet.
- Civilförsvarsfrågor flyttas från Justitiedepartementet till Försvarsdepartementet.

I tabellen ovan anges departementsindelningen så som den presenterades i statsministerns anmälan av statsråd. Formellt trädde den nya indelningen i kraft den 1 januari 2023.

## Regeringens politik
Många av punkterna i Tidöavtalet krävde lagändringar och för att möjliggöra dessa tillsatte regeringen ett stort antal utredningar.
Halva Tidöavtalet handlade om kriminal- och migrationsfrågor. Regeringens kriminalpolitik och, framförallt, migrationspolitik fick nästan alltid stöd i riksdagen även av det största oppositionspartiet, Socialdemokraterna, som endast avvek i frågan om visitationszoner. Samsynen bekräftades av Socialdemokraternas rättspolitiske talesperson Ardalan Shekarabi.
Nedan redovisas de viktigaste sakerna som regeringen genomfört fram till början av 2024.

### Kriminalpolitik
Regeringen har aviserat en rad skärpningar av straffskalorna för grova brott.
Under 2023 skärptes straffen för bland annat olaga tvång, olaga hot, rån och utpressning, och från 1 januari 2024 för vapenbrott och otillåten hantering av explosiva varor.
Under 2023 gavs också polisen utökade möjligheter att använda hemliga tvångsmedel, som avlyssning och kameraövervakning.
Utredningar har tillsatts för en omfattande översyn av straffrätten, anonyma vittnen, visitationszoner och en översyn av straffen för unga brottslingar.
Eftersom de skärpta straffen väntas leda till ett ökat behov av häktes- och anstaltsplatser har Kriminalvården tillförts resurser för att öka kapaciteten.

### Integrations- och migrationspolitik
Regeringen har målet att minska migrationstrycket mot Sverige och stärka integrationen.
Migrationsverket har fått ett uppdrag att öka återkallelsen av uppehålls- och arbetstillstånd.
Polisen och andra myndigheter har getts större befogenheter att utföra inre utlänningskontroll.
Försörjningskravet för arbetskraftsinvandrare har höjts (till 80 % av medianlönen). och antalet kvotflyktingar planeras att minska från 5 000 till 900.
Etableringsjobb har införts för långtidsarbetslösa och nyanlända och medel har satts av i budgeten för fler platser på yrkesutbildningar.
Regeringen har tillsatt utredningar för att bland annat se över ersättningsnivåerna för nyanlända, skärpa kraven på hederligt levnadssätt (vandelsprövning), öka återvändandet och att få fler att frivilligt återvandra.

### Utrikes- och säkerhetspolitik
Regeringen fortsatte regeringen Anderssons arbete för att föra Sverige in i Nato och den 7 mars 2024 blev Sverige den 32:a medlemmen i Nato efter att Ungern som sista land ratificerat Sveriges ansökan. Regeringen har också satsat på att rusta upp totalförsvaret. I budgeten för 2024 uppgår försvarsutgifterna (enligt Natos sätt att räkna) till 2 % av bruttonationalprodukten.
Civilplikten återaktiverades för vissa områden från januari 2024.
I kriget mellan Ryssland och Ukraina har Sverige givit ett omfattande stöd till Ukraina, både militärt (drygt 22 miljarder kronor till och med december 2023) och humanitärt (drygt 7 miljarder kronor).
Sverige har också deltagit i EU:s sanktioner mot Ryssland.
I kriget mellan Hamas och Israel har regeringen fördömt Hamas attack mot Israel i oktober 2023 och tryckt på Israels rätt att försvara sig mot terrorism men också att civila måste skyddas. En tvåstatslösning beskrivs som den hållbara vägen till fred.

### Energipolitik
I vårändringsbudgeten 2023 ändrade regeringen det energipolitiska målet från 100 procent förnybar elproduktion till 100 procent fossilfri. I praktiken innebär det en satsning på kärnkraft där regeringen har tagit bort begränsningarna för antalet reaktorer och platser och lanserat en färdplan för kärnkraftutbyggnad.
För november och december 2022 betalades elstöd ut till privatpersoner i hela landet.
Under våren 2023 gav regeringen grönt ljus för tre havsbaserade vindkraftparker (Kriegers flak, Galene och Kattegatt Syd).

### Klimatpolitik
Den 8 november 2022 upphörde klimatbonusen för miljöbilar med en dags varsel. Regeringen menade att kostnaden för att äga och köra en miljöbil var jämförbar med kostnaden för andra bilar och att bonusen därför inte behövdes.
Den 1 januari 2024 sänktes reduktionsplikten för bensin från 7,8 till 6,0 procent iblandning av biodrivmedel (i stället för att höjas till 12,5 procent) och för diesel från 30,5 till 6,0 procent (i stället för att höjas till 40,0 procent). Dieselpriset sänktes därmed med över 4 kronor per liter den 1 januari 2024 och bensinpriset med omkring 1 krona. Under valrörelsen 2022 hävdade Sverigedemokraterna att det är möjligt att omedelbart sänka dieselpriset med 10 kronor/liter och bensinpriset med 6,50 kronor/liter genom sänkning av reduktionsplikten, bränsleskatten och momsen. Även Kristdemokraterna och Moderaterna hade lovat kraftigt sänkta bränslepriser.
I december 2023 presenterade regeringen sin klimathandlingsplan. Planen betonade den internationella aspekten av klimatarbetet och målet att Sverige ska ha noll nettoutsläpp av växthusgaser senast 2045.
Regeringens klimatpolitik har kritiserats av OECD, Klimatpolitiska rådetoch Finanspolitiska rådet  för att vara obegriplig, för att den riskerar att missa Sveriges klimatmål för år 2030, och för att den förväntas göra klimatomställningen dyrare för kommun och stat.

### Ekonomisk politik
I budgetpropositionen för 2024 var prioriteringarna enligt regeringen att bekämpa inflationen, stötta hushåll och välfärden samt stärka rättsväsendet och försvaret.
Bland reformerna fanns bland annat höjda statsbidrag till kommuner och regioner (totalt 16 miljarder), ett förstärkt jobbskatteavdrag (11 miljarder, finansierat genom att indexeringen av skiktgränsen för statlig inkomstskatt pausades under 2024), skattesänkningar för pensionärer (2 miljarder), sänkt skatt på bensin och diesel (6 miljarder), klimatsatsningar (4 miljarder) samt satsningar på rättsväsendet (7 miljarder) och försvaret (27 miljarder).
Regeringen inledde också ett arbete för att minska antalet myndigheter. I oktober 2024 presenterades infrastrukturpropositionen med en ekonomisk ram på 1171 miljarder kronor i 2025 års prisnivå för utveckling och underhåll av Sveriges transportinfrastruktur fram till 2037.
Den totala skattekvoten 2024 uppskattades till 41,0 procent, det skulle i så fall bli den lägsta skattekvoten sedan 1975.

## Vallöften
Följande lista ger exempel på vallöften från de fyra partierna som utgör underlaget för regeringen Kristersson. Delvis uppfyllda vallöften avser att de har genomförts med minst en proposition.

### Moderaterna
| Parti                | Löfte | Resultat                            |
| -------------------- | --- | ----------------------------------- |
| (M)                  | Ansöka om medlemskap i NATO | Uppfyllt                            |
| (M)                  | Rusta upp det svenska försvaret – militärt och civilt | Uppfyllt                            |
| (M)                  | Återupprätta lag och ordning |                                     |
| (M)                  | Ett helt fossilfritt energisystem – genom mer kärnkraft |                                     |
| (M)                  | Återinföra arbetslinjen i svensk politik |                                     |
| (M), (KD), (SD), (L) | Högkostnadsskydd för hushåll och företag mot de extrema elpriserna på plats den 1 november 2022 | Delvis uppfyllt                     |
| (M)                  | Sänka skatten på arbete så att förvärvsarbete lönar sig bättre | Uppfyllt                            |
| (M)                  | Införa en jobbpremie som gör det extra lönsamt för långtidsarbetslösa att gå från bidrag till arbete | Utredning tillsatt                  |
| (M)                  | Sänka skatten för alla Sveriges pensionärer | Uppfyllt                            |
| (M)                  | Införa en ”gas” i pensionssystemet som ger högre pensioner när Sveriges ekonomi är god |                                     |
| (M)                  | Sänka priset på bensin och diesel | Uppfyllt                            |
| (M)                  | Sänka skatten på investeringssparkonton (ISK) | Förslag på remiss                   |
| (M)                  | Stoppa återinförandet av fastighetsskatten och sänkta ränteavdrag | Uppfyllt tillsvidare                |
| (M)                  | Införa ett skattehöjarstopp under den kommande mandatperioden som innebär att de samlade skatterna inte höjs | Uppfyllt tillsvidare                |
| (M)                  | Göra det billigare för privatpersoner att minska sin elkonsumtion genom att förstärka och utvidga det gröna skatteavdraget |                                     |
| (M)                  | Se över elprisområdenas utformning | Översyn pågår inom EU               |
| (M)                  | Ta bort avfallsförbränningsskatten för att öka elproduktionen från kraftvärmeverken | Uppfyllt                            |
| (M)                  | Genomföra en stor bidragsreform i syfte att bryta utanförskapet |                                     |
| (M)                  | Införa ett bidragstak så att de samlade bidragen aldrig kan bli högre än lönen från ett förvärvsarbete | Utredning tillsatt                  |
| (M)                  | Se till att nyanlända kvalificerar sig till olika välfärdsförmåner genom arbete och utbildning |                                     |
| (M)                  | Bygga ut antalet praktikplatser med 30 000 |                                     |
| (M)                  | Kräva aktivitet på heltid av den som lever på försörjningsstöd | Utredning tillsatt                  |
| (M)                  | Möjliggöra samhällsnyttiga insatser för den som lever på bidrag |                                     |
| (M)                  | Införa hembesök hos den som lever på försörjningsstöd för att upptäcka missförhållanden |                                     |
| (M)                  | Kraftigt sänka kostnaden för att anställa långtidsarbetslösa |                                     |
| (M)                  | Ta bort en tredjedel av företagens administrationskostnader och en tredjedel av regelkrånglet | Delvis uppfyllt                     |
| (M)                  | Kraftigt sänka anställningskostnaderna för den som anställer nyanlända och långtidsarbetslösa |                                     |
| (M)                  | Stärka drivkrafterna för investeringar, forskning och entreprenörskap, genom lägre skatter på företagande |                                     |
| (M)                  | Möjliggöra för fler företag att kunna använda sig av reglerna för personaloptioner | Utredning tillsatt                  |
| (M)                  | Förenkla 3:12-reglerna | Utredning tillsatt                  |
| (M)                  | Korta myndigheternas handläggningstider genom en bortre tidsgräns |                                     |
| (M)                  | Få på plats en nationell samordning över samhällets behov av antalet utbildningsplatser för att förbättra kompetensförsörjningen                                                                                                 |                                     |
| (M)                  | Sätta stopp för kompetensutvisningarna |                                     |
| (M)                  | Ge Brå i uppdrag att kartlägga brott mot företag |                                     |
| (M)                  | Ge butiksägare rätt att bestämma vilka som får vistas i butikslokalen | Uppfyllt                            |
| (M)                  | Ge företag som är engagerade i säkerhetskänslig verksamhet bättre stöd från staten att kunna möta cyberattacker, spionage och stöldförsök från främmande makt                                                                    | Utredning tillsatt                  |
| (M)                  | Avskaffa flerbarnstillägget från och med barn fyra så att inte kvinnor i stora familjer fastnar i hemmet |                                     |
| (M)                  | Öka flexibiliteten i föräldraförsäkringen och göra fler dagar till dubbeldagar | Uppfyllt                            |
| (M)                  | Minska förekomsten av delade turer i offentlig vård och omsorg |                                     |
| (M)                  | Minska det ofrivilliga deltidsarbetet |                                     |
| (M)                  | Betala ut försörjningsstöd till kvinnan i stället för till mannen |                                     |
| (M)                  | Genomföra en nationell folkräkning för att stoppa bidragsbrotten | Delvis uppfyllt                     |
| (M)                  | Kräva personlig inställelse för att bekräfta samordningsnummer, annars ska det återkallas |                                     |
| (M)                  | Skärpa straffen för bidragsbrott |                                     |
| (M)                  | Inrätta en bidragsbrottsenhet på Försäkringskassan |                                     |
| (M)                  | Stoppa utbetalningar av skattemedel till extremister |                                     |
| (M)                  | Inrätta ett effektiviseringskansli som ska gå inom alla myndigheters ekonomi för att frigöra resurser till försvaret |                                     |
| (M)                  | Betona och förstärka föräldraansvaret | Delvis uppfyllt                     |
| (M)                  | Säkerställa att fler omhändertas enligt LVU |                                     |
| (M)                  | Se till att placerade ungdomar ges bättre utbildning |                                     |
| (M)                  | Undanröja alla sekretesshinder mellan socialtjänst och polis | Utredning tillsatt                  |
| (M)                  | Inrätta ett nationellt kunskapscentrum för brottsprevention och ett nationellt avhopparprogram för gängkriminella |                                     |
| (M)                  | Genomföra ett särskilt idrottslyft för utsatta områden | Uppfyllt                            |
| (M)                  | Satsa på trygga utemiljöer, där en viktig del är att lysa upp obelysta platser runtom i Sverige | Utredning tillsatt                  |
| (M)                  | Dubbla skadestånden till brottsoffer | Utredning tillsatt                  |
| (M)                  | Underlätta utbetalningen av ersättning till brottsoffer för att minska lidandet | Utredning tillsatt                  |
| (M)                  | Stärka skyddet för vittnen och brottsoffer |                                     |
| (M)                  | Införa en ny brottsbalk för att skifta fokus från gärningsmannen till brottsoffer | Utredning tillsatt                  |
| (M)                  | Skärpa straffen för vålds- och sexualbrott | Delvis uppfyllt                     |
| (M)                  | Ta bort alla straffrabatter för den som fyllt 18 år och slopa dagens mängdrabatter | Utredning tillsatt                  |
| (M)                  | Införa ett system med kraftiga straffskärpningar vid återfall | Utredning tillsatt                  |
| (M)                  | Utvisa den som har medborgarskap i annat land och begår brott på fängelsenivå |                                     |
| (M)                  | Införa ett nytt äldrefridsbrott för att stävja brott mot äldre |                                     |
| (M)                  | Se till att våld mot poliser alltid leder till långa fängelsestraff |                                     |
| (M)                  | Införa en ny typ av förvaringsstraff så att serievåldtäktsmän och andra samhällsfarliga brottslingar kan sitta frihetsberövade så länge de är farliga för allmänheten                                                            |                                     |
| (M)                  | Arbeta efter målet om 10 000 fler poliser till år 2028 med fokus på fler poliser i yttre tjänst |                                     |
| (M)                  | Rikta en särskild lönesatsning till poliser – så att fler stannar kvar och söker sig till yrket |                                     |
| (M)                  | Skriva av studielånen för den som utbildar sig och börjar arbeta som polis |                                     |
| (M)                  | Renodla Polisens uppdrag med fokus på att upptäcka, utreda och klara upp brott |                                     |
| (M)                  | Satsa på polisens utrustning, exempelvis kroppskameror men också vattenkanoner att använda vid exempelvis upplopp |                                     |
| (M)                  | Kraftigt öka antalet övervakningskameror | Delvis uppfyllt                     |
| (M)                  | Återinföra de specialiserade narkotikapoliserna |                                     |
| (M)                  | Inrätta särskilda utredningsgrupper för sexualbrott och våld i nära relation samt en särskild klanbrottsenhet |                                     |
| (M)                  | Satsa på fler åklagare så att fler brott kan leda till fällande dom | Delvis uppfyllt                     |
| (M)                  | Öka antalet fängelseplatser och se över möjligheten att hyra fängelseplatser utomlands | Delvis uppfyllt                     |
| (M)                  | Stärka tullen med mer resurser och kraftfulla befogenheter för att stoppa stöldligor och vapensmugglare | Delvis uppfyllt                     |
| (M)                  | Göra det straffbart att vara med i kriminella gäng | Utredning tillsatt                  |
| (M)                  | Införa dubbla straff för gängkriminella | Utredning tillsatt                  |
| (M)                  | Skärpa minimistraffen för grova vapenbrott från dagens 2 års fängelse till 6 års fängelse | Delvis uppfyllt (minimistraff 4 år) |
| (M)                  | Införa visitationszoner så att polisen får bättre möjligheter att leta efter vapen | Utredning klar                      |
| (M)                  | Tillåta anonyma vittnen så att fler vågar vittna | Utredning klar                      |
| (M)                  | Utvisa gängmedlemmar, som inte är svenska medborgare, oavsett om de dömts för brott |                                     |
| (M)                  | Ta gängens pengar och införa en omvänd bevisbörda för att kunna beslagta gängmedlemmarnas lyxprylar |                                     |
| (M)                  | Införa ett bidragsstopp för gängkriminella och göra det enklare att vräka dem |                                     |
| (M)                  | Begränsa möjligheterna till permission och villkorlig frigivning för gängkriminella | Utredning tillsatt                  |
| (M)                  | Införa en helt ny möjlighet till långtidsövervakning med fotboja |                                     |
| (M)                  | Ändra i lagen så att mord i nära relation alltid leder till livstids fängelse |                                     |
| (M)                  | Sänka gränsen för obligatorisk häktning så att den gäller misstänkta för brott med ett straffvärde på minst ett års fängelse, inte två års fängelse som idag                                                                     | Uppfyllt                            |
| (M)                  | Införa särskilda grupper i varje polisregion som är specialiserade på sexualbrott och våld i nära relation för att fler anmälda brott ska leda till lagföring och straff                                                         |                                     |
| (M)                  | Införa vistelseförbud för personer som dömts för våld i nära relation, så att den som utsatt sin tidigare partner för våld och övergrepp kan förbjudas att vara i ett visst bostadsområde även efter att ha släppts ur fängelset |                                     |
| (M)                  | Införa kontaktförbud och fotboja direkt för en man som utsätter en kvinna för våld, om en riskbedömning visar att det finns behov                                                                                                |                                     |
| (M)                  | Fortsätta stärka kvinnojourerna | Delvis uppfyllt                     |
| (M)                  | Se till att rån med förnedringsinslag rubriceras som grova rån, vilket alltid ska leda till strängare straff |                                     |
| (M)                  | Ta bort sekretesshindren mellan polis och socialtjänst samt inrätta ett nationellt no entry-program för unga i riskzonen i syfte att snabbt stoppa en påbörjad kriminell karriär                                                 | Utredning tillsatt                  |
| (M)                  | Se till att fler unga lagöverträdare omhändertas enligt lagen om vård av unga |                                     |
| (M)                  | Utreda sänkt straffmyndighetsålder och inrätta ungdomsfängelser | Utredning tillsatt                  |
| (M)                  | Se till att fler unga lagöverträdare häktas när det rör sig om allvarliga brott och det finns risk för återfall | Utredning tillsatt                  |
| (M)                  | Införa äldrefridsbrott som en ny brottsrubricering i syfte att skärpa straffen för dessa brott |                                     |
| (M)                  | Satsa mer pengar på att utreda bedrägeribrott och annan brottslighet mot äldre |                                     |
| (M)                  | Utreda införandet av en statlig stödlinje för äldre brottsoffer |                                     |
| (M)                  | Utöka rätten till målsägandebiträde för äldre brottsoffer |                                     |
| (M)                  | Ändra det energipolitiska målet från 100 procent förnybart till 100 procent fossilfritt | Uppfyllt                            |
| (M)                  | Ge resurser till Strålsäkerhetsmyndigheten för att ta fram ett regelverk för ny kärnkraft | Delvis uppfyllt                     |
| (M)                  | Avskaffa förbudet mot att bygga reaktorer på andra platser än vid de befintliga kärnkraftverken | Uppfyllt                            |
| (M)                  | Ge Vattenfall i uppdrag att omedelbart genomföra en förstudie för att bygga ny kärnkraft vid Ringhals | Uppfyllt                            |
| (M)                  | Ge nybyggd kärnkraft rätten till drift och elproduktion under hela sin tekniska livslängd |                                     |
| (M)                  | Ta bort förbudet mot att ha fler än tio kärnkraftsreaktorer i drift | Uppfyllt                            |
| (M)                  | Införa gröna kreditgarantier för ny kärnkraft – staten ska underlätta finansieringen | Uppfyllt                            |
| (M)                  | Införa ett statligt högkostnadsskydd för konstruktionen av ny kärnkraft | Utredning tillsatt                  |
| (M)                  | Investera i det svenska elnätet och korta tillståndsprocesserna för elnätsutbyggnad |                                     |
| (M)                  | Upphandla kraftproduktion som stärker stabiliteten | Uppfyllt                            |
| (M)                  | Avskaffa avfallsförbränningsskatten för att öka kapaciteten i kraftvärmeverket | Uppfyllt                            |
| (M)                  | Bygga ut laddstolpar och laddstationer i hela landet | Delvis uppfyllt                     |
| (M)                  | Satsa på tillverkning av biodrivmedel |                                     |
| (M)                  | Få på plats storskalig infångning av koldioxid |                                     |
| (M)                  | Fortsätta satsa på Industriklivet som hjälper industrin att ställa om | Uppfyllt                            |
| (M)                  | Öka klimatbiståndets andel av det totala biståndet för att minska utsläppen utomlands | Uppfyllt                            |
| (M)                  | Minska antalet regler för jordbruket och korta handläggningstider för miljötillstånd |                                     |
| (M)                  | Förstärka livsmedelsstrategin | Delvis uppfyllt                     |
| (M)                  | Stärka ägande- och brukanderätten för jordbrukare |                                     |
| (M)                  | Sänka slakteriavgifterna | Uppfyllt                            |
| (M)                  | Minska ytan av skog som är undantagen från skogsbruk |                                     |
| (M)                  | Vårda redan skyddad skog bättre för att stärka den biologiska mångfalden |                                     |
| (M)                  | Sälja av en större andel av statliga Sveaskogs innehav till personer med regional anknytning |                                     |
| (M)                  | Stärka skogsägarnas äganderätt genom att formellt skydd av skog ska ske genom frivillighet |                                     |
| (M)                  | Verka för att minska vargstammen i Sverige till 170 vargar – genom ökad jakt |                                     |
| (M)                  | Värna den svenska löshundsjakten |                                     |
| (M)                  | Se till att fjälljakten är tillgänglig för alla svenska jägare på lika villkor |                                     |
| (M)                  | Arbeta för kortade handläggningstider för vapenlicenser |                                     |
| (M)                  | Inrätta en ny viltmyndighet |                                     |
| (M)                  | Höja ersättningsnivåerna för rovdjursangrepp så att de ligger i nivå med de faktiska kostnaderna |                                     |
| (M)                  | Låta jägare sälja vildsvinskött direkt till konsumenter |                                     |
| (M)                  | Stävja minskningen av sill-/strömmingsbestånden i Östersjön genom att flytta gränsen för trålfiske från fyra till tolv nautiska mil                                                                                              |                                     |
| (M)                  | Bärga miljöfarligt avfall som hittats i haven |                                     |
| (M)                  | Minska jordbrukets miljöpåverkan genom stöd till teknikutveckling och innovationer |                                     |
| (M)                  | Satsa på forskning om vattenrening samt utbyggnad av avancerad vattenrening |                                     |
| (M)                  | Förstärka det gemensamma Östersjöarbetet för åtgärder mot övergödning och nedskräpning |                                     |
| (M)                  | Skärpa straffen för miljöbrott och nedskräpning och ge ordningsvakter befogenhet att dela ut böter för småskräp |                                     |
| (M)                  | Tydliggöra det offentligas ansvar för friluftslivet |                                     |
| (M)                  | Göra naturupplevelser och friluftsliv i statliga naturreservat och nationalparker tillgängliga för fler genom satsningar på leder och friluftsanordningar                                                                        |                                     |
| (M)                  | Stödja privata markägare som vill tillgängliggöra sin mark för friluftslivet genom till exempel hjälp med skyltning och leder |                                     |
| (M)                  | Förhindra missbruk av och värna allemansrätten |                                     |
| (M)                  | Stärka kunskapen om och tillämpningen av allemansrätten och äganderätten genom utökad information |                                     |
| (M)                  | Införa ett volymmål för asylmottagandet på nordiska nivåer |                                     |
| (M)                  | Anpassa asyllagstiftningen efter den rättsliga miniminivån enligt EU-rätten |                                     |
| (M)                  | Avskaffa möjligheten till spårbyte, det vill säga möjligheten för en person som fått avslag på sin asylansökan att i stället få ett arbetstillstånd                                                                              |                                     |
| (M)                  | Prioritera kvinnor och HBTQ-personer i kvotflyktingmottagandet | Uppfyllt                            |
| (M)                  | Införa kvalificering till välfärden för nyanlända genom eget arbete eller genom permanent och laglig bosättning i landet |                                     |
| (M)                  | Ställa krav på heltidsaktiviteter för att få bidrag |                                     |
| (M)                  | Kräva grundläggande kunskaper i svenska för permanent uppehållstillstånd och medborgarskap |                                     |
| (M)                  | Ställa högre krav på den som deltar i SFI-undervisning – om individuella kunskapsmål inte uppnås ska bidragen kunna minska |                                     |
| (M)                  | Införa obligatorisk samhällsorientering med prov, där godkänt ska vara ett krav för medborgarskap |                                     |
| (M)                  | Utveckla samhällsorienteringen till att fokusera på grundläggande värderingar och hur vi lever i Sverige |                                     |
| (M)                  | Införa obligatorisk språkuppföljning vid 3 års ålder för att upptäcka barn som inte kan tala svenska |                                     |
| (M)                  | Införa obligatorisk språkförskola för barn som visar en bristande språkutveckling |                                     |
| (M)                  | Utöka lovskolan för barn som halkar efter | Uppfyllt                            |
| (M)                  | Ge Brå i uppdrag att kartlägga de kriminella klaner som är aktiva i Sverige idag |                                     |
| (M)                  | Kriminalisera klanrättegångar och andra otillbörliga parallella rättsprocesser |                                     |
| (M)                  | Förbjuda kusinäktenskap |                                     |
| (M)                  | Inrätta en särskild klanenhet inom Polisen enligt tysk modell |                                     |
| (M)                  | Verka för att fler barn som växer upp i kriminella klaner ska omhändertas |                                     |
| (M)                  | Se till att fler kriminella klanmedlemmar utvisas |                                     |
| (M)                  | Förbereda försvaret för svenskt Natomedlemskap |                                     |
| (M)                  | Verka för att försvarsanslagen uppgår till motsvarande 2 procent av BNP redan år 2025 | Uppfyllt                            |
| (M)                  | Stärka armén, flygpvapnet och marinen både när det gäller förmåga och materiel | Uppfyllt                            |
| (M)                  | Stärka försvarsunderrättelseförmågan | Uppfyllt                            |
| (M)                  | Inrätta ett nationellt säkerhetsråd på Statsrådsberedningen | Uppfyllt                            |
| (M)                  | Utveckla cyberförsvaret | Uppfyllt                            |
| (M)                  | Införa en handlingsplan med konkreta åtgärder mot hybridhot och cyberattacker |                                     |
| (M)                  | Stärka jordbruket för att öka den inhemska produktionen av livsmedel |                                     |
| (M)                  | Säkra en långsiktig planering för det civila försvaret |                                     |
| (M)                  | Förstärka det civila försvarets personalförsörjning |                                     |
| (M)                  | Bygga bättre beredskapslager |                                     |
| (M)                  | Ta fram en plan för hur animalieproduktion och växtodling ska kunna bedrivas vid höjd beredskap |                                     |
| (M)                  | Verka för ett fördjupat samarbete i norra Europa | Uppfyllt                            |
| (M)                  | Verka för att Sveriges teknologiska kunnande och kompetenta försvarsindustri kommer hela Nato till del | Uppfyllt                            |
| (M)                  | Verka för att Sveriges Natomedlemskap tillsammans med Finland leder till ett fördjupat samarbete inom Norden och mellan Norden och Baltikum, inte bara på det försvars- och säkerhetspolitiska området.                          | Uppfyllt                            |
| (M)                  | Arrangera ett EU-toppmöte om tillväxt under det svenska EU-ordförandeskapet i syfte att sätta i gång ett arbete med att få på plats en ny tillväxtstrategi för EU                                                                | Delvis uppfyllt                     |
| (M)                  | Fördjupa den inre marknaden, inte minst för tjänster och digitala produkter |                                     |
| (M)                  | Minska regelkrånglet och onödig byråkrati, bland annat genom att motverka överimplementering i Sverige av EU-beslut – som huvudregel ska EU-direktiv genomföras på miniminivå                                                    |                                     |
| (M)                  | Stärka EU:s gräns- och kustbevakning, Frontex, för att förbättra kontrollen över EU:s yttre gräns |                                     |
| (M)                  | Kraftigt öka antalet utvisningar genom fler EU-gemensamma återtagandeavtal | Uppfyllt med Irak                   |
| (M)                  | Avskaffa enprocentmålet och ersätta det med en fyraårig budgetram för biståndet som skapar förutsägbarhet och resultatfokus | Uppfyllt                            |
| (M)                  | Fokusera det svenska biståndet till de länder, organisationer och tematiska områden där det gör störst nytta |                                     |
| (M)                  | Prioritera insatser som stödjer arbetet för demokrati och mänskliga rättigheter |                                     |
| (M)                  | Öka andelen humanitärt bistånd i den svenska biståndsbudgeten | Uppfyllt                            |
| (M)                  | Verka för ett reformerat FN |                                     |
| (M)                  | Utöka kömiljarden genom att rikta särskilda prestationsbaserade resurser till köerna inom cancervården respektive barn- och ungdomspsykiatrin (BUP)                                                                              |                                     |
| (M)                  | Stärka vårdens medarbetare, bland annat genom att förbättra arbetsmiljön och möjligheterna till vidareutbildning – det behövs fler händer i vården som kan korta vårdköerna och avlasta personalen                               |                                     |
| (M)                  | Inrätta en nationell vårdförmedling som ska hjälpa patienter med lång väntetid att få vård i en annan del av landet där det finns ledig kapacitet                                                                                |                                     |
| (M)                  | Införa en förstärkt vårdgaranti för cancerpatienter – om inte vården kan ges inom angivna tidsgränser ska patienten ha rätt att vända sig till annan vårdgivare och bli ersatt för de merkostnader detta innebär                 |                                     |
| (M)                  | Prioritera cancervården och fördubbla stödet till barncancervården, som ska ges särskilt riktade resurser varje år | Uppfyllt                            |
| (M)                  | Förbättra möjligheterna att ställa tidigare diagnoser, bland annat med hjälp av digitala beslutsstöd och strukturerade arbetssätt med till exempel riskprofilering                                                               |                                     |
| (M)                  | Stärka forskningen gällande sjukdomar som drabbar kvinnor | Uppfyllt                            |
| (M)                  | Modernisera aborträtten – genom att bland annat möjliggöra abort i hemmet och utreda ett grundlagsskydd för aborträtten | Delvis uppfyllt                     |
| (M)                  | Se till att födande kvinnor får ha tillgång till samma team av barnmorskor från mödravård till eftervård |                                     |
| (M)                  | Införa en ny lagstadgad vårdgaranti för barn |                                     |
| (M)                  | Stärka barn- och ungdomspsykiatrin så att barn och unga som mår dåligt får hjälp snabbt |                                     |
| (M)                  | Stärka Bris nationella stödlinje och andra stödlinjer så att de kan hålla öppet dygnet runt |                                     |
| (M)                  | Ta fram en nationell strategi mot självmord, med särskilt fokus på barn och unga |                                     |
| (M)                  | Införa språkkrav för personal inom vård och äldreomsorg | Utredning tillsatt                  |
| (M)                  | Minska förekomsten av delade turer i offentlig vård och omsorg |                                     |
| (M)                  | Se till att den patientansvariga läkarkontakten ska utgöra navet i äldres sjukvård |                                     |
| (M)                  | Verka för ett systematiskt måltidslyft inom äldrevården och äldreomsorgen |                                     |
| (M)                  | Införa en nollvision för hemlöshet bland pensionärer och öka den statliga finansieringen av boendestöd |                                     |
| (M)                  | Utöka undervisningstiden med en timme om dagen i lågstadiet |                                     |
| (M)                  | Fokusera på mätbara faktakunskaper, med inspiration från Finlands läroplan |                                     |
| (M)                  | Minska lärarnas dokumentationskrav |                                     |
| (M)                  | Införa central rättning av betygsgrundande nationella prov samt ett slutprov efter årskurs nio – och ge Skolinspektionen i uppdrag att granska skolor som avviker från nationella prov                                           |                                     |
| (M)                  | Sätta stopp för betygsinflation och olämpliga påtryckningar från föräldrar |                                     |
| (M)                  | Införa en skyldighet för kommuner att erbjuda lovskola från lågstadiet. Elever som ligger efter i skolan ska vara skyldiga att delta i lovskolan                                                                                 |                                     |
| (M)                  | Göra det obligatoriskt för kommuner att erbjuda läxhjälp från lågstadiet |                                     |
| (M)                  | Införa obligatorisk språkförskola för barn som visar en bristande språkutveckling |                                     |
| (M)                  | Införa våld mot skolpersonal som ny brottsrubricering | Uppfyllt                            |
| (M)                  | Stärka lärares och rektorers auktoritet att kunna ingripa i stökiga situationer |                                     |
| (M)                  | Skriva in ordning och studiero i skollagens portalparagraf och införa ordningsomdömen |                                     |
| (M)                  | Införa ett aktivt och obligatoriskt skolval för alla |                                     |
| (M)                  | Se till att skolor som drivs i företagsform lever upp till högt ställda kvalitetskriterier för att få göra vinstutdelning samt dra in tillståndet för skolor som allvarligt brister                                              |                                     |
| (M)                  | Ge Skolinspektionen i särskilt uppdrag att granska och stänga skolor som kan misstänkas främja radikalisering och segregation |                                     |
| (M)                  | Stoppa alla förslag som rör tvångsbussning, kvotering och lottning av elever mellan skolor |                                     |
| (M)                  | Öka likvärdigheten genom att införa ett gemensamt kommunalt kösystem och en tydligare statlig styrning av skolpengen |                                     |
| (M)                  | Få på plats en nationell samordning över samhällets behov av antalet utbildningsplatser för att förbättra kompetensförsörjningen                                                                                                 |                                     |
| (M)                  | Arbeta för ett resursfördelningssystem till högskolan så att akademisk kvalitet, genomströmning samt etablering på arbetsmarknaden premieras i högre utsträckning                                                                |                                     |
| (M)                  | Värna den fria forskningen från politiska pekpinnar |                                     |
| (M)                  | Rusta upp dagens järnväg i stället för att satsa på höghastighetståg som riskerar att vara omoderna redan innan de är klara |                                     |
| (M)                  | Laga Sveriges vägar så att du kan komma fram säkert och i tid |                                     |
| (M)                  | Förbättra tillgången på laddstationer för elbilar | Delvis uppfyllt                     |
| (M)                  | Bygga ut Arlanda med målet att Arlanda ska bli den ledande flygplatsen i Norden |                                     |
| (M)                  | Satsa på utvecklingen av fossilfria bränslen till flyget och utvecklingen av elflygplan |                                     |
| (M)                  | Klassa bredband som nationell infrastruktur och prioritera därefter |                                     |
| (M)                  | Förnya flottan av isbrytare för att underlätta för industrin i norra Sverige |                                     |
| (M)                  | Avskaffa dagens strandskydd för att möjliggöra ökat byggande |                                     |
| (M)                  | Ersätta avancerade detaljplaner med enklare byggplaner |                                     |
| (M)                  | Låta medborgare få större inflytande över arkitekturen för att minska överklaganden |                                     |
| (M)                  | Stoppa vänstersidan från att återinföra fastighetsskatten | Uppfyllt                            |
| (M)                  | Behålla ränteavdraget för bolån | Uppfyllt                            |
| (M)                  | Möjliggöra mer rättvisa hyror genom att potentiella hyresgästers värdering av boendet ges större vikt |                                     |
| (M)                  | Stärka domstolarnas oberoende och skyddet för medborgarnas fri- och rättigheter |                                     |
| (M)                  | Slå vakt om trossamfundens säkerhet för alla ska kunna utöva sin tro utan att känna sig hotade | Uppfyllt                            |
| (M)                  | Stärka Säkerhetspolisen för att öka deras förmåga att skydda den liberala demokratin och landets alla medborgare |                                     |
| (M)                  | Stoppa utbetalningar av skattepengar till organisationer som inte delar det svenska samhällets grundläggande demokratiska värderingar utan som hotar människors frihet                                                           |                                     |
| (M)                  | Förbjuda deltagande i organisationer med våldsbejakande verksamhet samt förbjuda deltagande i kriminella gäng |                                     |
| (M)                  | Skärpa tjänstemannaansvaret så att du som skattebetalare vet att med all offentlig maktutövning följer ett ansvar för de beslut som fattas                                                                                       | Utredning tillsatt                  |
| (M)                  | Se till att personer utan svenskt medborgarskap som begår hedersbrott utvisas |                                     |
| (M)                  | Införa jämställdhet och hbtq-personers rättigheter som en del i den obligatoriska samhällsorienteringen för nyanlända |                                     |
| (M)                  | Genomföra en nationell kartläggning av hedersförtryckets utbredning |                                     |
| (M)                  | Verka för att en nationell hedersscreening införs för asylsökande familjer |                                     |
| (M)                  | Införa ett särskilt brott – olaga frihetsbegränsning |                                     |
| (M)                  | Förbjuda "moralpoliser" |                                     |
| (M)                  | Kriminalisera oskuldskontroller |                                     |
| (M)                  | Stoppa utbetalningar av skattemedel till organisationer som hetsar och sprider hat mot HBTQ-personer |                                     |
| (M)                  | Verka för att altruistiskt surrogatmoderskap ska vara möjligt i Sverige |                                     |
| (M)                  | Se till att all familjelagstiftning är könsneutral |                                     |
| (M)                  | Ge Socialstyrelsen i uppdrag att ändra i riktlinjerna för blodgivning så att sexuell läggning inte längre ska vara avgörande för vem som får donera blod                                                                         |                                     |
| (M)                  | Förbjuda konverteringsterapi, som syftar till att ändra en individs sexuella läggning eller könsidentitet |                                     |
| (M)                  | Värna och stärka public services kärnuppdrag och kravet på saklighet och opartiskhet |                                     |
| (M)                  | Reformera mediestödet för att stödja den digitala transformationen och omställningen |                                     |
| (M)                  | Stärka det straffrättsliga skyddet för journalister, i syfte att värna tryck- och yttrandefriheten, motverka hot, våld och andra olagliga angrepp mot journalister och medieredaktioner                                          | Uppfyllt                            |
| (M)                  | Ta bort "synnerligen ömmande skäl" som amnestigrund | Uppfyllt                            |
| Källor:              | |                                     |

### Sverigedemokraterna
| Parti   | Löfte | Resultat                                                          |
| ------- | --- | ----------------------------------------------------------------- |
| (SD)    | Sänk arbetsgivaravgiften för alla företag.                                                                                   |                                                                   |
| (SD)    | Elskatten ska sänkas permanent.                                                                                              |                                                                   |
| (SD)    | Skärpta regler för arbetskraftsinvandring.                                                                                   | Uppfyllt                                                          |
| (SD)    | Stärk och förstatliga A-kassan, A-kassan ska vara kvar på samma nivå som före valet.                                         | Delvis                                                            |
| (SD)    | Höjda pensioner för alla och mest för dem som arbetat.                                                                       |                                                                   |
| (SD)    | Återupprättandet av tryggheten.                                                                                              |                                                                   |
| (SD)    | Satsningar ska finansieras på andra sätt än med nya skatter.                                                                 |                                                                   |
| (SD)    | Sänk bensin- och dieselpriset kraftigt.                                                                                      | Uppfyllt, men till lägre nivå än utlovat                          |
| (SD)    | Satsa på kärnkraften. |                                                                   |
| (SD)    | Stoppa nedläggning av befintlig vattenkraft.                                                                                 |                                                                   |
| (SD)    | Se över villkoren för energimarknaden.                                                                                       |                                                                   |
| (SD)    | Bevara det lokala självbestämmandet vid vindkraftsetablering.                                                                |                                                                   |
| (SD)    | Tandvården ska helt ingå i den allmänna välfärden.                                                                           | Delvis                                                            |
| (SD)    | Öka statens ansvar för sjukvården.                                                                                           |                                                                   |
| (SD)    | Gör skolan kunskapsfokuserad igen.                                                                                           |                                                                   |
| (SD)    | Stärk välfärden i hela landet.                                                                                               |                                                                   |
| (SD)    | Gör det billigare att bygga och möjliggör för fler att äga sitt boende.                                                      |                                                                   |
| (SD)    | Stoppa fusket med välfärdens pengar.                                                                                         | Delvis                                                            |
| (SD)    | Begränsa tillgången till välfärden för icke-medborgare.                                                                      |                                                                   |
| (SD)    | Gör om flerbarnstillägget till ett flerbarnsavdrag.                                                                          |                                                                   |
| (SD)    | Inför arbetsplikt. |                                                                   |
| (SD)    | Skärpta straff för bl.a. vålds- och sexualbrott.                                                                             |                                                                   |
| (SD)    | Ge brottsoffren upprättelse och frid genom att lättare ge brottsoffer skadestånd som står i proportion till brottets allvar. |                                                                   |
| (SD)    | Fler anstaltsplatser. |                                                                   |
| (SD)    | Utvisa utländska kriminella.                                                                                                 |                                                                   |
| (SD)    | Rättsväsendet ska vara närvarande.                                                                                           |                                                                   |
| (SD)    | Förbjud deltagande i kriminella gäng.                                                                                        |                                                                   |
| (SD)    | Stoppa gängens inkomster. |                                                                   |
| (SD)    | Öka föräldraansvaret. |                                                                   |
| (SD)    | Sänk straffmyndighetsåldern.                                                                                                 | Utredning tillsatt                                                |
| (SD)    | Ökade möjligheter att utreda brott.                                                                                          |                                                                   |
| (SD)    | Asyllagstiftningen ska anpassas efter den rättsliga miniminivån enligt EU-rätten.                                            |                                                                   |
| (SD)    | Begränsa rätten till anhöriginvandring och skärp försörjningskraven.                                                         | Uppfyllt                                                          |
| (SD)    | Minska tilldragningsfaktorerna.                                                                                              |                                                                   |
| (SD)    | Storskaligt och effektivt återvändandearbete.                                                                                | Fler återvändandecenter starts.                                   |
| (SD)    | Möjligheten att utvisa en utlänning p.g.a. asocialitet ska utredas.                                                          |                                                                   |
| (SD)    | Reglerna för arbetskraftsinvandring ska skärpas.                                                                             | Utredning tillsatt                                                |
| (SD)    | Stimulera frivillig återvandring.                                                                                            |                                                                   |
| (SD)    | Uppvärdera medborgarskapet.                                                                                                  | Utredning tillsatt                                                |
| (SD)    | Återupprätta gränskontroller.                                                                                                | 25% fler gränskontroller får göras, även utan "grundad anledning" |
| (SD)    | Stoppa EU-förslag om migrationspakten.                                                                                       |                                                                   |
| (SD)    | Lönevillkor för arbetstillstånd                                                                                              | Uppfyllt                                                          |
| Källor: | |                                                                   |

### Kristdemokraterna
| Parti   | Löfte | Resultat                                                           |
| ------- | --- | ------------------------------------------------------------------ |
| (KD)    | Avskaffa regionernas ansvar för sjukvården och att staten tar över ansvaret för vården med en gemensam organisation i stället för 21 olika. |                                                                    |
| (KD)    | Inför en nationell vårdförmedling som matchar vårdbehovet med den vårdkapacitet som finns i hela landet – och inte bara i regionen där personen bor. | Uppdrag till E-hälsomyndigheten och Socialstyrelsen att förbereda. |
| (KD)    | Fler vårdplatser. |                                                                    |
| (KD)    | Fler vårdcentraler på landsbygden och enklare för enskilda läkare att starta egen verksamhet. |                                                                    |
| (KD)    | Inför fast läkarkontakt med en namngiven läkare och tak för antal patienter för att möjliggöra relationsbyggande mellan patient och läkare. |                                                                    |
| (KD)    | Ökad möjlighet att vårdas i egna hemmet, särskilt för multisjuka, genom mobila sjukvårdsenheter som kan ge vård i hemmet. |                                                                    |
| (KD)    | En nationell förlossningsplan och öppna fler förlossningskliniker, ökad bemanning och ett barnmorsketeam genom hela vårdkedjan. |                                                                    |
| (KD)    | Utbilda mer personal för sjukvården. Förbättrade villkor i vårdens bristyrken och minska behovet av dyr inhyrd personal. |                                                                    |
| (KD)    | Kraftigt stärkt elevhälsa med en sammanhållen barn- och ungdomshälsovård och föräldrastödsprogram som erbjuds alla föräldrar. |                                                                    |
| (KD)    | Trygg patientsäkerheten med nationella standarder och tekniska specifikationer för all digital vårdinformation. |                                                                    |
| (KD)    | Förebygg brott genom att stärka familjerna och föräldraansvaret och göra det obligatoriskt med föräldrastöd i alla Sverige kommuner. |                                                                    |
| (KD)    | Förebygg brott genom att stärka föreningslivet samt inrättande av mentorskapsprogram och nationellt avhopparprogram. |                                                                    |
| (KD)    | Fler poliser och höjda polislöner. |                                                                    |
| (KD)    | Renodla polisens uppdrag. Polisen fokuserar idag alldeles för mycket på annat än brottsbekämpning. |                                                                    |
| (KD)    | Bygga ut hela rättsväsendet. Fler poliser kräver fler åklagare, domstolar på fler platser i landet och en kraftigt utbyggd kriminalvård. |                                                                    |
| (KD)    | Skärp straffet för vapenbrott till lägst fem års fängelse. | Delvis uppfyllt                                                    |
| (KD)    | Skärp straffen för sexualbrott kraftigt. 25 års fängelse för grov våldtäkt, kemisk kastrering som villkor för villkorlig frigivning och livstids fängelse för grov våldtäkt mot barn.                                                                          |                                                                    |
| (KD)    | Stramare migrationspolitik för att ta itu med integrationsproblem och utanförskap. |                                                                    |
| (KD)    | Stärk sociala insatser och socialtjänstens möjligheter till tvingande åtgärder gentemot barn och unga som begår brott. Inrätta en nationell social insatsstyrka, så det förebyggande arbetet stärks och blir mer lika i landet.                                |                                                                    |
| (KD)    | Total översyn av sekretessreglerna, så att myndigheter kan dela uppgifter mellan sig för att förebygga och klara upp brott. |                                                                    |
| (KD)    | Beslagta kriminellas statussymboler och bekämpa på så sätt negativa förebilder som rekryterar unga in i gängkriminalitet. |                                                                    |
| (KD)    | Inför brottsrubriceringen missfirmelse mot tjänsteman, dvs att skrika okvädningsord till poliser, ska förbjudas. |                                                                    |
| (KD)    | Inför anonyma vittnen. Det finns i flera andra länder och har bidragit till fler fällande domar. | Utredning klar                                                     |
| (KD)    | Sänka bensin- och dieselpriserna, främst genom minskad inblandning av biobränsle. | Uppfyllt                                                           |
| (KD)    | Miljardsatsning för att rusta eftersatta vägar i hela landet - istället för att bygga dyra höghastighetsjärnvägar. |                                                                    |
| (KD)    | Fler poliser med lokal närvaro, utbyggd primärvård, enklare starta lokal läkarmottagning och inrätta fler statliga servicekontor. |                                                                    |
| (KD)    | Underlätta personalägande och generationsskifte av företag - så att fler företag kan drivas vidare av personalen om ägaren vill sluta. |                                                                    |
| (KD)    | Rädda lanthandeln genom att bredda driftstödet till dagligvarubutiker. |                                                                    |
| (KD)    | Den svenska vargstammen ska minskas till 170 individer. |                                                                    |
| (KD)    | Satsa på kärnkraften med långsiktiga villkor att utvecklas. Förläng befintliga reaktorers drift och bygg ut med nya reaktorer. |                                                                    |
| (KD)    | Inför en "stötdämpare" i elskatten så att den sänks om elpriserna ökar. |                                                                    |
| (KD)    | Värna vattenkraften, både den storskaliga och småskaliga. |                                                                    |
| (KD)    | Bygg ut vindkraften men med respekt för den lokala demokratin och anpassa storleken efter lokala villkor. |                                                                    |
| (KD)    | Regeländringar och kostnadslättnader för svenskt lantbruk för att öka Sveriges självförsörjning och stärka lantbrukets konkurrenskraft. |                                                                    |
| (KD)    | Sänkt skatt på pension. |                                                                    |
| (KD)    | Skattelättnad för äldre (69+) som vill och kan fortsätta arbeta. |                                                                    |
| (KD)    | Gör det möjligt att arbeta längre och mer flexibelt för den som kan genom att förlänga rätten att arbeta (LAS-åldern) i två steg till 75 års ålder, med ömsesidig rätt att minska arbetstiden till 50%. Ta samtidigt bort arbetsgivaravgiften helt från 69 år. |                                                                    |
| (KD)    | Inför trygghetsersättning, för dem som har ett fåtal år kvar till pensionen men som slitit ut kroppen. |                                                                    |
| (KD)    | Höjd garantipension och höjt bostadstillägg för pensionärer |                                                                    |
| (KD)    | Fler trygghetsboenden, gemenskapsboenden för äldre. |                                                                    |
| (KD)    | Förbättrade villkor för personalen i äldreomsorgen - bort med delade turer. |                                                                    |
| (KD)    | Ökad medicinsk kompetens inom äldreomsorgen. |                                                                    |
| (KD)    | Tid och resurser till demensvården och ökade kunskaper om demenssjukdomar och psykisk ohälsa hos äldre. |                                                                    |
| (KD)    | Bryt äldres ofrivilliga ensamhet och isolering genom äldresamtal i alla kommuner, gemenskapsfrämjande insatser i omsorgen samt digitala hjälpmedel. |                                                                    |
| (KD)    | Stärkt tandvård för äldre bland annat genom att sänka högkostnadsskyddet för tandvård. |                                                                    |
| (KD)    | Säkerställ att personal inom hemtjänst och äldreboenden har möjlighet till kontinuerlig kompetensutveckling. |                                                                    |
| Källor: | |                                                                    |

### Liberalerna
| Parti   | Löfte | Resultat           |
| ------- | --- | ------------------ |
| (L)     | Satsa på högre krav för lärarutbildningen och bättre arbetsmiljö för lärare. |                    |
| (L)     | Studiero för alla – fler speciallärare och fler mindre undervisningsgrupper. |                    |
| (L)     | Förstatliga skolan. |                    |
| (L)     | Vinstbegränsning och valfrihet i en ny friskolereform. |                    |
| (L)     | Stopp för religiösa friskolor. |                    |
| (L)     | Nej till lottning. |                    |
| (L)     | Flytta på mobbaren – inte den mobbade. |                    |
| (L)     | Öka lärarnas befogenheter. |                    |
| (L)     | En jämställd skola. |                    |
| (L)     | Alla ska uppmuntras och utmanas. |                    |
| (L)     | Mer tid och plats för kunskap. |                    |
| (L)     | Mer förskola. |                    |
| (L)     | En högre utbildning med högre ambitioner genom bygga ut utbildningar och lärosäten som håller högst kvalitet. |                    |
| (L)     | Fri och framstående forskning. |                    |
| (L)     | Inga utsatta områden 2030. |                    |
| (L)     | Stoppa separatisterna och parallellsamhällena. |                    |
| (L)     | De 100 000 första intjänade kronorna från arbete eller företagande skattefria |                    |
| (L)     | Svenska språket är nyckeln till Sverige, öka kraven och kvaliteten i SFI, nedsatt försörjningsstöd om man inte läser svenska |                    |
| (L)     | Höjda krav för medborgarskap. | Utredning tillsatt |
| (L)     | Integration börjar i skolan, anställa fler lärare och verktyg. |                    |
| (L)     | Bekämpa hedersbrott och hedersförtryck. |                    |
| (L)     | Fler bostadsrätter och mindre bidragsberoende. |                    |
| (L)     | Fler poliser med bättre betalt. |                    |
| (L)     | En grövre brottslighet kräver längre straff. | Utredning tillsatt |
| (L)     | Ge polisen fler verktyg och vapen. | Delvis uppfyllt    |
| (L)     | Stoppa kriminaliteten redan i klassrummen. |                    |
| (L)     | Rätt förutsättningar för förebyggande insatser till Socialtjänsten. |                    |
| (L)     | Bryt brottsbanan i tid. |                    |
| (L)     | Inrätta ungdomsfängelser och fler särskilda boenden för kriminella unga. |                    |
| (L)     | Mäns våld mot kvinnor ska upphöra. |                    |
| (L)     | Utvisa fler kriminella från Sverige. |                    |
| (L)     | Inrätta ett europeiskt FBI. |                    |
| (L)     | Klimatmålen kräver tillväxt och teknik. |                    |
| (L)     | Utveckla – inte avveckla – kärnkraften. | Delvis uppfyllt    |
| (L)     | Billig och pålitlig el i hela landet. |                    |
| (L)     | Den som förorenar ska betala. |                    |
| (L)     | Den som fångar in koldioxid ska få betalt. |                    |
| (L)     | Elektrifiera transporterna. |                    |
| (L)     | Det behövs en europeisk koldioxidskatt och klimattullar för att höja kostnaden för utsläpp, samtidigt som det europeiska klimatbiståndet ökar. |                    |
| (L)     | Strandskyddet reformeras så att det blir enklare att bygga strandnära på landsbygden medan skyddet upprätthålls där det finns känsliga ekosystem. |                    |
| (L)     | Det kommunala vetot mot vindkraft ska bestå. |                    |
| (L)     | Rädda hav och vatten genom fortsatta insatser för att förhindra skräp och föroreningar som plast och läkemedel i våra vatten. |                    |
| (L)     | Återupprätta arbetslinjen. |                    |
| (L)     | Införa ett bidragstak. |                    |
| (L)     | Ett försörjningsstöd för fler i arbete. Dagens jobbonus ska förstärkas så att den som går från försörjningsstöd till arbete får behålla mer av sin inkomstökning. |                    |
| (L)     | Alla ska arbeta – även utrikes födda kvinnor. |                    |
| (L)     | Enklare och billigare att anställa genom att arbetsgivaravgifterna sänks för både småföretagare och för dem som vill anställa unga. |                    |
| (L)     | Optionsbeskattningen internationellt konkurrenskraftig och sänka expertskatten så att svenska företag ska kunna locka hit utländska nyckelmedarbetare. Tillfälliga arbetstillstånd ska kunna ges för en längre period än i dag.                                                                 |                    |
| (L)     | Sänka skatten på investeringssparkonton genom att bland annat göra de första 300 000 kronorna på ett ISK helt skattefria. |                    |
| (L)     | Skapa mer likvärdiga villkor och skatter genom att flytta finansieringsansvaret för bland annat skolan och LSS till staten. |                    |
| (L)     | Fler nya bostäder och fler första bostäder. |                    |
| (L)     | En fungerande bostadsmarknad med kortare köer. |                    |
| (L)     | Fler bemannade vårdplatser i hela Sverige. |                    |
| (L)     | En tydligare roll för staten i sjukvården. |                    |
| (L)     | En personlig husläkare när man behöver. |                    |
| (L)     | En digital valfrihetsreform och vårdgaranti där alla regioner ska åläggas att erbjuda en minst lika bra digital tillgänglighet som fysisk. |                    |
| (L)     | Tandvården ska likna annan sjukvård, ökande subventionsgrad för grupper som har sämst munhälsa och nationella tandvårdsprogram för särskilda grupper. |                    |
| (L)     | Mer trygghet i äldreomsorgen genom att alla ska ha tillräckliga kunskaper i det svenska språket samt att alla ska ha samma omvårdnadspersonal. |                    |
| (L)     | Inrätta en LSS-inspektion som bevakar den enskildes rättigheter gentemot staten och får bukt med de oseriösa aktörer inom assistansen där brukare eller anställda far illa. |                    |
| (L)     | Högre pensioner och ett gynnat pensionssparande för alla som har arbetat. Återinföra rätten till avdrag för privat pensionssparade så att alla kan spara 1 000 kronor månaden skattefritt. |                    |
| (L)     | Förstärkt grundlagsskydd för det demokratiska statsskicket, öka domstolarnas oberoende och verka för en författningsdomstol som ska kunna häva lagar eller bestämmelser som strider mot grundlagsskyddade fri- och rättigheter.                                                                 |                    |
| (L)     | Stärk public service och granskande medier. |                    |
| (L)     | Försvara kulturens oberoende. |                    |
| (L)     | Skydda svensk aborträtt i grundlagen. |                    |
| (L)     | Ny föräldraförsäkring som både värnar valfriheten och stärker jämställdheten på arbetsmarknaden. För att öka jämställdheten vill vi därför att en större andel av pensionen, precis som bilen och huset, delas vid en skilsmässa.                                                               |                    |
| (L)     | HBTQI-kompetensen i vård, skola och omsorg ska stärkas och ett lagskydd mot omvändelseterapi ska införas. |                    |
| (L)     | Fortsätta förbättra civilsamhällets finansiering genom både bredare skatteavdrag för gåvor och långsiktiga statsbidrag. |                    |
| (L)     | Stärka uppföljningen av bidragsgivning och stoppa dold finansiering av trossamfund så att de inte blir verktyg för extremistiska krafter. Socialsekreterare och andra offentliganställda ska skyddas mot förföljelse och utsatthet genom att ett nytt brott – tjänstemannaförföljelse – införs. |                    |
| (L)     | Asylrätten skall värnas där den med asylskäl får stanna och den utan skäl får lämna landet. |                    |
| (L)     | Modernisera diskrimineringslagen, prioritera polisens hatbrottsverksamhet och säkerställa att alla skolor står upp för alla människors lika värde. |                    |
| (L)     | Ja till NATO-medlemskap | Uppfyllt           |
| (L)     | Försvarsanslag om 2 procent av BNP ska vara genomfört till 2025 |                    |
| (L)     | Sverige ska vara pådrivande för att så breda globala koalitioner som möjligt bygger ut en så heltäckande sanktionsregim mot Ryssland som möjligt. En ny regering ska vara garanten för att Ukraina ges ökat ekonomiskt, politiskt och militärt stöd.                                            |                    |
| (L)     | Man ska stärka EU som frihandelsunion med en fördjupad inre marknad, värna den fria rörligheten i Europa och verka för fler frihandelsavtal med omvärlden. Sverige ska verka för ett snabbspår för ukrainskt EU-medlemskap och ge landet stöd i att nå de villkor som då måste uppfyllas.       |                    |
| (L)     | Sverige gör mycket mer, både som enskilt land och inom internationella samarbeten, för fri- och rättigheter, frihandel, fria val och samarbete i den fria världen. Vi kallar det för vad det är: en ny värderingsstyrd utrikespolitik.                                                          |                    |
| (L)     | Det svenska biståndet ska uppnå till en procent av BNI. |                    |
| Källor: | |                    |

## Lista över genomförda beslut, lagar och reformer
Nedan listas några av de viktigare beslut, lagar och reformer som genomförts eller aviserats av regeringen:
- Höjt kostnadstaket för högkostnadsskyddet för läkemedel från 2900 kronor till 3800 kronor.[84]

- Sänkt åldersgräns för avgiftsfri tandvård från 23 till 19 år.[85]
- Förstärkt högkostnadsskydd för tandvård för personer 67 år och äldre.[86]